# Be with YOU
「be with YOU」（ビー・ウィズ・ユー）は1994年11月21日に発売されたPSY・S22枚目のシングル。

## 解説
PSY・Sは本作発売後1996年夏迄活動を続けたが、その間シングル発売は無かったため結果的に本作がPSY・Sのラスト・シングルとなった。
同年2月LDおよびVHS発売映像作品「MUSIC IN YOUR EYES」が「be with YOU」ミュージックビデオを追加収録した「Video CD Version」としてビデオCDで同時発売された。

## 収録曲
| 全作曲・編曲: 松浦雅也。 |                  |                |            |
| #                        | タイトル         | 作詞           | 作曲・編曲 |
| 1.                       | 「be with YOU」  | 松本隆         | 松浦雅也   |
| 2.                       | 「魔法のひとみ」 | サエキけんぞう | 松浦雅也   |